# 黃浦碼頭
黃浦碼頭是位於中華人民共和國上海市楊浦區秦皇島路32號的一座廢棄碼頭，1900年代南滿洲鐵道在此建立碼頭和倉庫。1911年正式營業。1910年代末至20年代初，有不少人從黃浦碼頭出發前往法國進行勤工儉學。1920年代該碼頭轉讓給大連汽船。1934年，黃浦碼頭由原先的方木碼頭改造為水泥碼頭。淞滬會戰時，日軍軍艦停靠於此。抗日戰爭結束后，海关接管黃浦碼頭並將其交付中央信托局经营。中華人民共和國成立后，黃浦碼頭被划归上海港务局第三装卸区，后又归属上海港务局汇山装卸公司。2010年世博會期間，黃浦碼頭一度開放為前往世博園區的碼頭。2022年9月，公布为第三批杨浦区文物保护单位。